# Galsai Pongrác
Galsai Pongrác (Pécs, 1927. október 31. – Budapest, 1988. április 22.) József Attila-díjas (1983) író, publicista, műkritikus, szerkesztő, tanár.

## Életpályája
Galsai (Gombárovics) Pongrác római katolikus pap és Pókász Margit zárdaiskolai tanárnő természetes gyermekeként született.
Általános iskolai tanulmányai után 1937−1945 között a pécsi Széchenyi István Gimnázium tanulója volt, ott is érettségizett. Tanári diplomáját 1949-ben a Pázmány Péter Tudományegyetem Bölcsészettudományi Karán szerezte meg, ahol először mint tanárával ismerkedett meg Füst Milánnal, amely kapcsolat később barátsággá alakult. 1949–54 között magyar szakos tanárként dolgozott Pécsett.
Várkonyi Nándor közölte Galsai első, még méltán zsengének ítélhető novelláját (A kém) a pécsi Sorsunk című folyóiratban, s e közléssel az alig tizennyolc éves ifjú a helyi irodalmi élet teljes jogú résztvevője lett. Novelláit, tanulmányait, kritikáit a Magyarok, a Csillag, az Új hang, valamint heti- és napilapok közölték. 1954–57 között Szántó Tibor és Csorba Győző mellett társszerkesztője volt a Dunántúl című irodalmi folyóiratnak. A pécsi 1956-os eseményekben játszott szerepe után Budapestre költözött. 1958–1983 közt a Nők Lapja irodalmi rovatvezetőjeként, majd főmunkatársaként dolgozott, ahol az ott végzett munkája elismeréséül díjat neveztek el róla. Közben három évig dramaturg volt az Abody Béla által vezetett Vidám Színpadon. Színházi és filmkritikáit az Élet és Irodalom is rendszeresen közölte. 1982-től öt évig dolgozott a Rakéta Regényújságnál, ahol „afféle folytatásos antológiát” indított, új műfajt teremtve. 186 magyar kortárs író 149 kézirata jelent meg a Rakéta Irodalmi Kávéház rovatban.
1988 elején szívrohamot kapott, amit csak pár hónappal élt túl. Április 22-én hunyt el, 60 évesen, Budapesten.

## Művei
- Társtalanok. Írói arcképek; Dunántúli Magvető, Pécs, 1957
- Bajor Gizi játékai; Magvető, Budapest, 1971
- Öltözőtükör. 500 kérdés 24 színészhez; Kozmosz, Budapest, 1971
- Csortos Gyula; Szépirodalmi, Budapest, 1972 (Arcok és vallomások)
- Egy hipochonder emlékiratai; Szépirodalmi, Budapest, 1974; színpadi változatát a Thália Színház mutatta be
- A besurranó szerkesztő; Szépirodalmi, Budapest, 1976
- 12+1 fő. Szabálytalan arcképek; Szépirodalmi, Budapest, 1978
- An-tan-té-nusz; Szépirodalmi, Budapest, 1979
- Nézzük a tévét; Gondolat, Budapest, 1979
- Maradjatok reggelig; Szépirodalmi, Budapest, 1982
- Páternoszter. Esszék, portrék, cikkek; Magvető, Budapest, 1983
- Élettelen élettársak; szerk. Galsai Pongrác, ill. Kaján Tibor; Kozmosz Könyvek, Budapest, 1983
- Hulló karácsonyfák; Szépirodalmi, Budapest, 1984
- Balaton. Fotóalbum 70 színes képpel; szöveg Galsai Pongrác; Corvina, Budapest, 1984
- Este 7 után. Kérdező kritikák és mulatságos bírálatok; Magvető, Budapest, 1985
- Pasziánsz; Szépirodalmi, Budapest, 1985
- Záróra a Darlingban; Magvető, Budapest, 1986 (Rakéta regénytár)
- Egy hipochonder emlékiratai; 2. bővített kiadás; Magvető, Budapest, 1987
- Rakéta Irodalmi Kávéház (Kortársak novelláival, szerkesztette: Zsámboki Zoltán, 1988)
- Csúnya nők dicsérete. Mindenféle történetek; utószó Vidor Miklós; Tinódi, Budapest, 1988 (Lantos könyvek)
- Személyleírás. Válogatott elbeszélések; Magvető, Budapest, 1990
- Egyszer volt egy Magyar Televízió. Az első 25 évről. Galsai Pongrác, Hámos György, Pernye András és Sándor György 1981 előtt megjelent könyveiből; MTV, Budapest, 2009

## Színdarabok
Egy hipochonder emlékiratai (Rendezte: Gosztonyi János)
- Bemutató:  Thália Színház
- Író szerepében: Inke László

Dollárpapa (Rendezte: Léner Péter)
- Bemutató: 1975. február 21.
- Színpadra átültette: Galsai Pongrác

## Idézetek tőle
- „Ha van Isten, az ateisták okvetlenül meg fogják tudni, hogy tévedtek. De ha nincs Isten, az istenhívők sohasem tudják meg, hogy nem létezik.”
- „Az intenzív osztály napirendje: »Tizennégy órától tizenöt óra harminc percig csöndes óra. Szendergés, olvasás, agonizálás«. Kinek mihez van kedve.”
- „Magyar az, kinek a Himnusz hallatán elszorul a szíve.”
- „Mindannyian színészek vagyunk. Legfeljebb nincs tehetségünk hozzá.”
- „A kaleidoszkóp még forog. De már szétszedted a belsejét. Tudod, hogy kavicsból, csillámból, papírgalacsinból, üvegmorzsából és szemétből van összerakva. Ezek ugranak különféle alakzatokba a szemed előtt. De azért csak figyeld kíváncsian, mint valami káprázatot.”

## Díjai, elismerései
- Gábor Andor-díj (1982)
- József Attila-díj (1983)[4]
- Bölöni György-díj (1988)
- Galsai-díj (Nők Lapja)

## Emlékezete
2011 júniusában emléktáblát avattak Eszék utcai lakásán. Ekkor Szakonyi Károly Kossuth-díjas író és Kupper András alpolgármester mondott róla méltató beszédet.

Volt barátja, Csukás István emlékezete Galsai Pongrácról:
Meghalt Galsai Pongrác

Ennyi az újsághír. Szíven üt.
Nem vagy sehol, ki voltál mindenütt.
Könnyet ejtek a papírra,
elmázolódik az irkafirka,
homályos lesz, mi megmarad,
az életünket őrző papírdarab.
Stopperral kezedben évek óta
lestél a halálos célfotóra,
míg ittuk a bort, lestük a nőket,
makacsul faggattad a temetőket,
hogy lehetetlen, hogy lehetetlen,
hogy itt járunk fönt temetetlen,
hogy mért nincsenek, hogyha voltak,
és kinek kellenek a holtak,
ki gyűjti őket, milyen isten,
mily túlvilági mészárszéken -
Barátaid siratnak s lemaradva
néznek az átszakított célszalagra.
Most ki győzött? Most ki késett?
Szorongva idézzük fel nevetésed.